# Шеренгуб
Шеренгу́б (рос. Шеренгуб, марій. Шеренкуп) — присілок у складі Волзького району Марій Ел, Росія. Входить до складу Помарського сільського поселення.

## Населення
Населення — 145 осіб (2010; 126 у 2002).
Національний склад (станом на 2002 рік):
- марі — 83 %